# (4028) Pancratz
(4028) Pancratz (1982 DV2) – planetoida z pasa głównego asteroid okrążająca Słońce w ciągu 4,08 lat w średniej odległości 2,55 j.a. Odkryta 18 lutego 1982 roku.